# امپراتور کیانشائو هان
امپراتور کیانشائو هان (انگلیسی: Emperor Qianshao of Han؛ درگذشت ۱۸۴ قبل از میلاد) سومین امپراتور دودمان هان در چین بود.
وی پسر امپراتور هوی بود که پس از مرگ پدرش در خردسالی به حکومت رسید اما وی به دستور مادربزرگ خود امپراتریس بیوه اعظم لو با توطئه دربار به صورت مخفیانه زندانی و از سلطنت برکنار و برادرش هونگ جایگزین وی شد بعد از آن به دستور مادربزرگش در زندان خفه شد.